# Cepeda (Santa Fé)
Cepeda (Santa Fé) é uma comuna da província de Santa Fé, na Argentina.